# Berden (Essex)
 (avril 2023).
Pour les articles homonymes, voir Berden.
Berden est un village et une paroisse civile de l'Essex, en Angleterre. Le village de Berden est situé à environ 10 km au nord de Bishop's Stortford, dans le Hertfordshire, et à 34 km au nord-ouest de Chelmsford, le chef-lieu du comté. La paroisse de Berden, qui dispose de son propre conseil paroissial, se trouve dans le district d'Uttlesford et dans la circonscription parlementaire de Saffron Walden.
Selon le recensement de 2001, Berden avait une population de 427 habitants, qui est passée à 465 lors du recensement de 2011.
Berden faisait partie du Clavering hundred (en) et est mentionné dans le Domesday Book de 1086 comme une localité comptant quatre villageois et cinq petits exploitants.